# Чемпионат мира по бегу по пересечённой местности 1986
Чемпионат мира по бегу по пересечённой местности 1986 года прошёл 23 марта в городе Коломбир, Швейцария.
Всего было проведено 4 забега — мужчины, женщины, а также забеги юниоров и юниорок. Также разыгрывались победители в командном первенстве — складывались результаты участников от страны и по сумме наименьшего времени определялись чемпионы.

## Результаты

### Мужчины
| Место | Имя             | Гражданство | Время 0(м:с) |
| ----- | --------------- | ----------- | ------------ |
| 1     | Джон Нгуги      | Кения       | 35:32,9      |
| 2     | Абебе Меконнен  | Эфиопия     | 35:34,8      |
| 3     | Джозеф Киптум   | Кения       | 35:39,8      |
| 4     | Бекеле Дебеле   | Эфиопия     | 35:42,6      |
| 5     | Пол Кипкоэч     | Кения       | 35:47,2      |
| 6     | Пэт Портер      | США         | 35:48,4      |
| 7     | Кипсубаи Коскеи | Кения       | 35:54,8      |
| 8     | Сом Муге        | Кения       | 35:55,7      |